# پردیس صنعتی شهدای هویزه

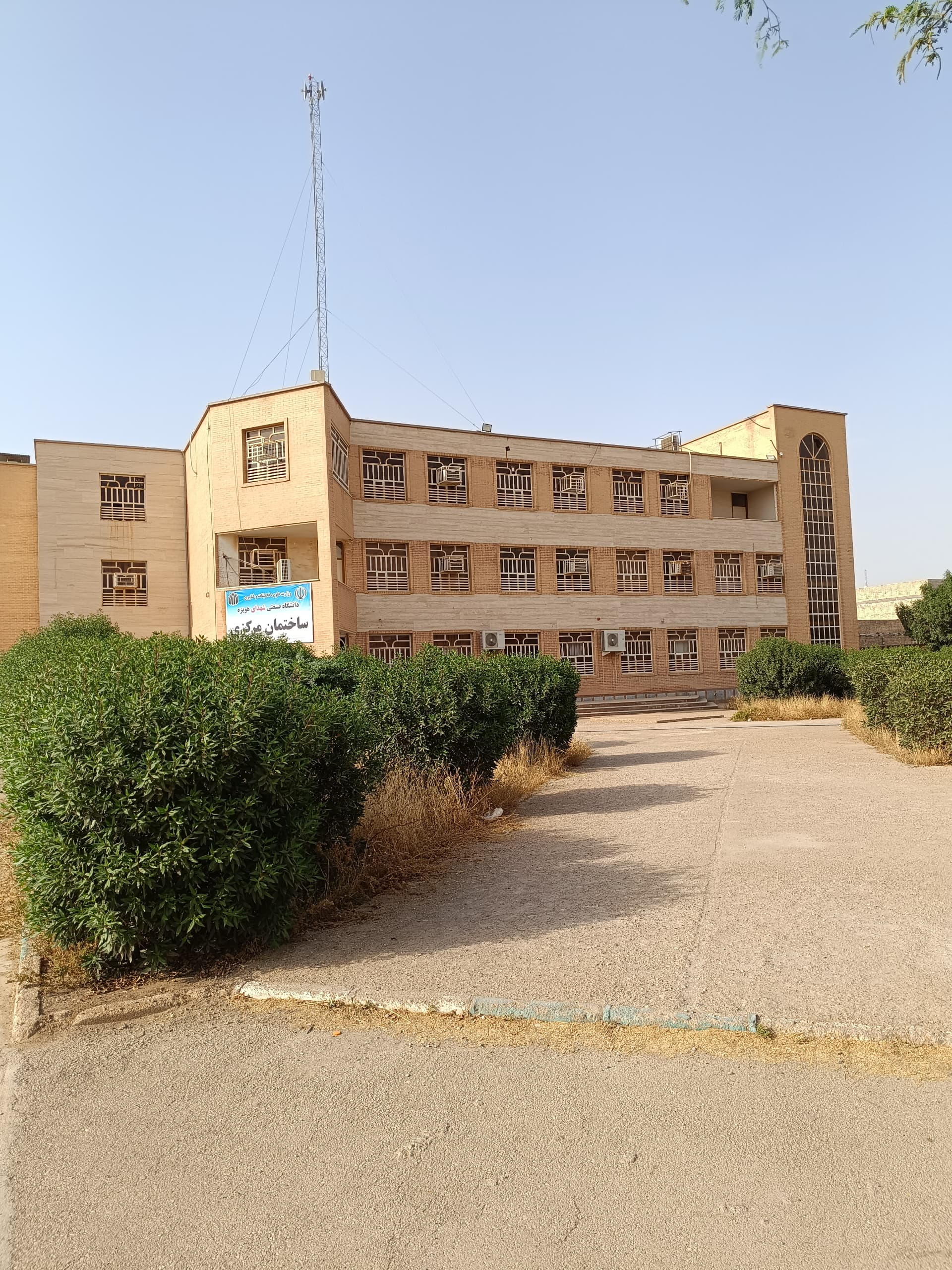
نمای کلی ساختمان‌های پردیس و برخی امکانات آموزشی ساختمان مرکزی

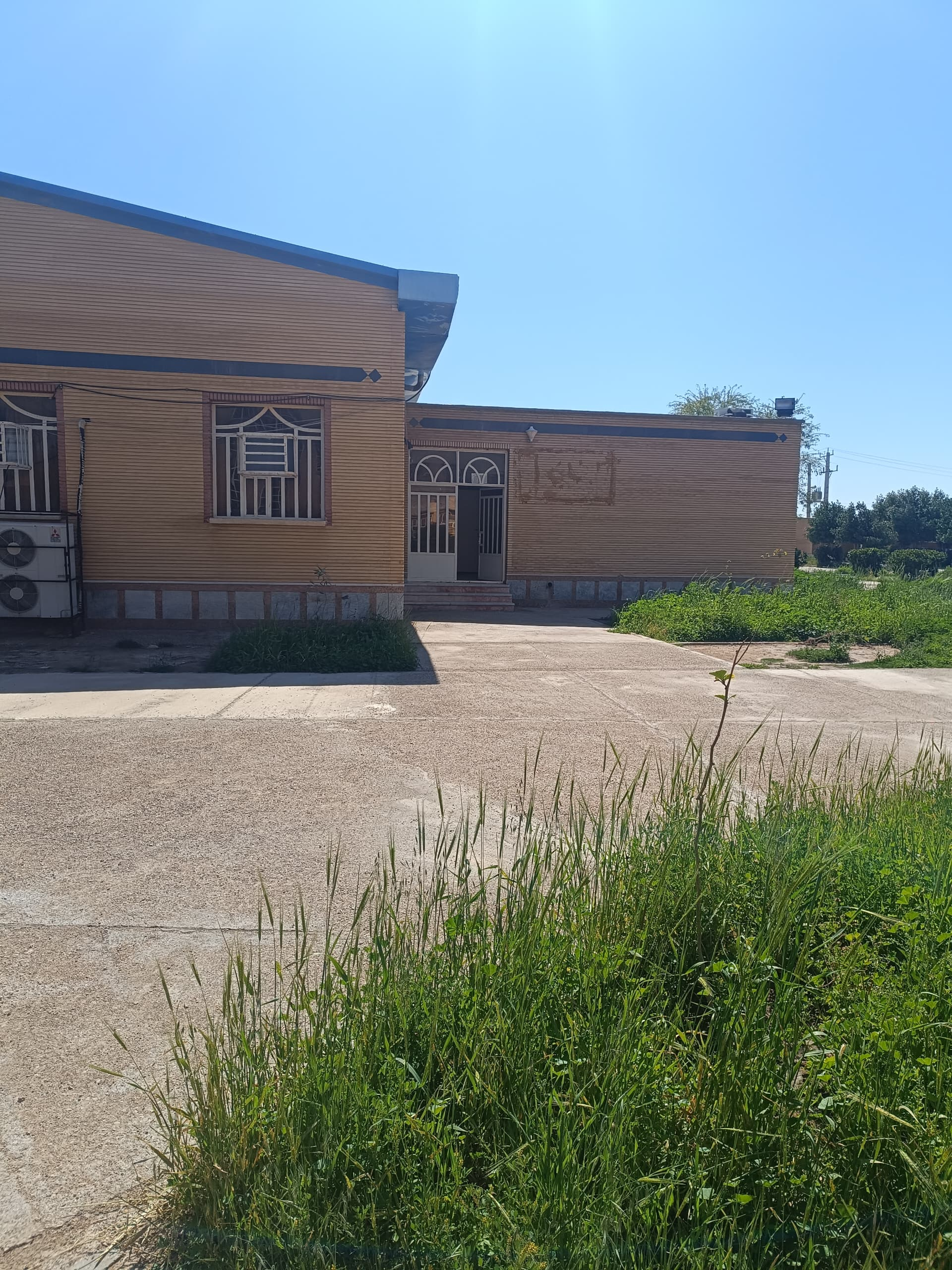

پردیس صنعتی شهدای هویزه  یا دانشگاه صنعتی شهدای هویزه یکی از واحدهای وابسته به دانشگاه شهید چمران اهواز است که در شهرستان سوسنگرد واقع شده‌است. این مرکز ابتدا به‌عنوان دانشگاهی مستقل فعالیت می‌کرد، اما پس از مدتی در قالب یک پردیس به دانشگاه مادر ملحق شد. هدف از تأسیس آن، توسعه آموزش عالی در مناطق مرزی و کمتر برخوردار بوده‌است. نبود تعامل مداوم با دانشگاه مادر، یکی از موانع اصلی در ارتقای کیفیت آموزشی و علمی این پردیس به شمار می‌رود.

## موقعیت جغرافیایی و دسترسی
پردیس صنعتی شهدای هویزه در شهرستان سوسنگرد، مرکز شهرستان دشت آزادگان در استان خوزستان واقع شده‌است.  فاصله این پردیس تا دانشگاه شهید چمران اهواز، دانشگاه مادر، حدود ۶۰ کیلومتر است. 

## امکانات و زیر ساخت ها
پردیس صنعتی شهدای هویزه با هدف توسعه آموزش عالی در مناطق کمتر برخوردار تأسیس شده است.  با این حال، این پردیس با چالش‌هایی در زمینه زیرساخت‌ها و امکانات آموزشی و رفاهی مواجه است. 
خوابگاه دانشجویی: این پردیس فاقد خوابگاه دانشجویی است.  برای اسکان دانشجویان، از فضاهای متعلق به کلاس ها و سالن امفی تیاتر که تبدیل به اتاق های خواب شده اند استفاده می‌شود که ممکن است از نظر امکانات و استانداردهای لازم برای زندگی دانشجویی محدودیت‌هایی داشته باشد. 
فضای آموزشی: ساختمان‌های آموزشی این پردیس در مقایسه با استانداردهای معمول دانشگاهی محدود هستند.  این محدودیت‌ها می‌تواند بر کیفیت آموزش و تجربه تحصیلی دانشجویان تأثیرگذار باشد.
امکانات رفاهی: برخی از خدمات رفاهی مانند سامانه تغذیه برای رزرو غذا و کتابخانه مرکزی برای دسترسی به منابع علمی در این پردیس فراهم شده است.  با این حال، نبود امکاناتی مانند خوابگاه و محدودیت در فضاهای آموزشی و نبود سالن ورزشی و باشگاه مخصوص دانشجویان از جمله چالش‌های اصلی این مرکز محسوب می‌شود.
امکانات حمل و نقل : سرویس ایاب و ذهاب برای دانشجویان از اهواز به سوسنگرد و بالعکس تدارک دیده نشده است.
با توجه به این شرایط، به نظر می‌رسد که پردیس صنعتی شهدای هویزه نیازمند توجه ویژه برای بهبود زیرساخت‌ها و افزایش امکانات رفاهی و آموزشی است تا بتواند نقش مؤثرتری در توسعه آموزش عالی در منطقه ایفا کند. 

## فعالیت های علمی و پژوهشی
با توجه به محدودیت‌های زیرساختی و فاصله زیاد از دانشگاه مادر، فعالیت علمی و پژوهشی مؤثری در پردیس صنعتی شهدای هویزه انجام نمی‌شود. نبود امکانات پژوهشی، آزمایشگاه‌های تخصصی، و برنامه‌های علمی منظم باعث شده این مرکز عملاً فاقد فضای پژوهشی فعال باشد.

## رشته‌های تحصیلی و ظرفیت آموزشیپردیس صنعتی شهدای هویزه

### رشته‌های تحصیلی
پردیس صنعتی شهدای هویزه، به‌عنوان یکی از واحدهای دانشگاه شهید چمران اهواز، در مقاطع کارشناسی و کارشناسی ارشد در رشته‌های فنی و مهندسی فعالیت می‌کند. 
در مقطع کارشناسی، رشته‌های ارائه‌شده در این پردیس عبارتند از: 
مهندسی برق
مهندسی مکانیک
در مقطع کارشناسی ارشد، رشته‌های زیر در پردیس صنعتی شهدای هویزه ارائه می‌شوند: 
مهندسی مکانیک، گرایش تبدیل انرژی
مهندسی برق، گرایش الکترونیک قدرت و ماشین‌های الکتریکی 

### ظرفیت پذیرش در سال ۱۴۰۲
در سال ۱۴۰۲  تعداد پذیرش دانشجو در رشته های مهندسی مکانیک و مهندسی برق ۷۰ نفر بوده است.

### ظرفیت پذیرش در سال ۱۴۰۳
در سال 1403 تعداد پذیرش دانشجو در رشته های مهندسی مکانیک و مهندسی برق۴۰ نفر بوده است.
به دلیل کمبود زیرساخت‌های آموزشی و پژوهشی، فاصله زیاد از دانشگاه مادر، و شرایط نامناسب منطقه، پردیس صنعتی شهدای هویزه با کاهش قابل‌توجه در تعداد ورودی و پذیرش دانشجو مواجه شده است. این عوامل موجب شده فعالیت‌های علمی و پژوهشی در این مرکز بسیار محدود بوده و عملاً فضای دانشگاهی فعالی وجود نداشته باشد.

## انتقادات و چالش‌ها[۶][۷][۸]
پردیس صنعتی شهدای هویزه با وجود اهداف آموزشی خود، با چالش‌ها و انتقادات متعددی روبرو است که تأثیرات زیادی بر کیفیت تحصیل و شرایط دانشجویان دارد:

### موقعیت جغرافیایی نامناسب
پردیس صنعتی شهدای هویزه در منطقه‌ای مرزی و کمتر برخوردار از امکانات شهری و رفاهی قرار دارد. این موضوع به‌ویژه برای دانشجویان غیر بومی که از دیگر نقاط کشور به این پردیس می‌آیند، مشکلات زیادی به‌وجود می‌آورد. نبود امکانات حمل و نقل عمومی منظم و فاصله زیاد با مرکز دانشگاه (دانشگاه شهید چمران اهواز) از جمله چالش‌های عمده به شمار می‌رود.

### کمبود امکانات رفاهی و خوابگاهی[۹]
این پردیس فاقد خوابگاه‌ای مستقل و استاندارد برای دانشجویان است. علاوه بر این، امکانات رفاهی مانند غذا، فضاهای ورزشی و خدمات بهداشتی در سطح مطلوبی قرار ندارند. به‌طور کلی، کمبود امکانات رفاهی باعث کاهش کیفیت زندگی دانشجویی در این پردیس شده است.

### محدودیت در امکانات آموزشی و آزمایشگاهی
فضای آموزشی این پردیس در مقایسه با سایر واحدهای دانشگاهی محدود است و بسیاری از دانشجویان از کمبود امکانات آموزشی، تجهیزات آزمایشگاهی و فضاهای تخصصی رنج می‌برند. این مشکلات می‌تواند بر کیفیت یادگیری و تجربه تحصیلی دانشجویان تأثیر منفی بگذارد.

### کمبود فعالیت‌های علمی و فرهنگی
پردیس صنعتی شهدای هویزه در زمینه فعالیت‌های علمی و فرهنگی نیز با محدودیت‌هایی روبرو است. نبود مراکز تحقیقاتی و فعالیت‌های علمی مؤثر، باعث کاهش انگیزه‌های علمی و حرفه‌ای در بین دانشجویان می‌شود.

### پذیرش دانشجویان غیر بومی
با توجه به شرایط جغرافیایی، کمبود امکانات رفاهی و دشواری‌های زندگی در این منطقه، پذیرش دانشجویان غیر بومی برای تحصیل در این پردیس با چالش‌های جدی روبرو است. در واقع، شرایط موجود به‌گونه‌ای است که حضور دانشجویان غیر بومی در این پردیس به‌ویژه برای مدت طولانی، بسیار دشوار است.

### جمعیت دانشجویی
با توجه به شرایط جغرافیایی، کمبود امکانات رفاهی و آموزشی، و فاصله زیاد از دانشگاه مادر، پردیس صنعتی شهدای هویزه با کاهش چشمگیر در تعداد دانشجویان مواجه شده است. جمعیت دانشجویی این مرکز در سال‌های اخیر به حدی کاهش یافته که برخی کلاس‌ها با ظرفیت بسیار پایین برگزار می‌شوند یا به‌طور کامل حذف شده‌اند. این روند کاهش، نشان‌دهنده‌ی عدم جذابیت این مرکز برای داوطلبان و نبود شرایط لازم برای تحصیل مناسب است.
به طور کلی، پردیس صنعتی شهدای هویزه با مشکلاتی در زمینه‌های مختلف روبرو است که رفع آن‌ها نیاز به توجه و سرمایه‌گذاری جدی دارد.

## ارتباط با دانشگاه مادر(دانشگاه شهید چمران اهواز)
پردیس صنعتی شهدای هویزه با وجود قرار گرفتن زیرمجموعه دانشگاه شهید چمران اهواز، عملاً ارتباط مؤثری با دانشگاه مادر ندارد. فاصله‌ی حدود ۶۰ کیلومتری این مرکز از اهواز و نبود هرگونه سرویس حمل‌ونقل روزانه برای دانشجویان و کارکنان، باعث شده ارتباط آموزشی، پژوهشی و اداری بین این دو مرکز به حداقل برسد. نبود تعامل مداوم با دانشگاه مادر، یکی از موانع اصلی در ارتقای کیفیت آموزشی و علمی این پردیس به شمار می‌رود.

## پیشنهاد ها
برای بهبود شرایط پردیس صنعتی شهدای هویزه
با توجه به چالش‌ها و مشکلات متعدد پردیس صنعتی شهدای هویزه، پیشنهادهایی برای بهبود شرایط و ارتقای کیفیت آموزشی و رفاهی این پردیس به شرح زیر ارائه می‌شود:

### 1. ارتقاء زیرساخت‌ها و امکانات رفاهی:
ایجاد خوابگاه‌های دانشجویی مستقل و استاندارد برای دانشجویان، به‌ویژه دانشجویان غیر بومی، با امکانات مناسب رفاهی.
بهبود کیفیت خدمات غذایی و راه‌اندازی سرویس‌های حمل‌ونقل عمومی برای تسهیل دسترسی دانشجویان به دانشگاه.
توسعه فضاهای ورزشی و تفریحی برای ارتقای سلامت جسمی و روانی دانشجویان.

### 2. ارتقاء کیفیت آموزشی و تجهیز آزمایشگاه‌ها:
تخصیص بودجه بیشتر برای توسعه و تجهیز آزمایشگاه‌ها و کارگاه‌های آموزشی در رشته‌های مختلف.
استفاده از روش‌های آموزشی مدرن و جذب استادان مجرب برای بهبود کیفیت تدریس و تجربه تحصیلی.
راه‌اندازی دوره‌های آموزشی آنلاین و استفاده از امکانات فناوری برای برگزاری کلاس‌های مجازی، به‌ویژه در شرایط شیوع بیماری‌ها.

### 3. گسترش فعالیت‌های علمی و تحقیقاتی:
راه‌اندازی مراکز تحقیقاتی و پژوهشی در رشته‌های مختلف برای تشویق دانشجویان به فعالیت‌های علمی و پژوهشی.
سازماندهی سمینارها، کنفرانس‌ها و کارگاه‌های تخصصی با مشارکت دانشگاه‌های دیگر و مراکز علمی معتبر.

### 4. پشتیبانی از دانشجویان غیر بومی:
تسهیل شرایط زندگی برای دانشجویان غیر بومی با فراهم آوردن خدمات مشاوره‌ای، فرهنگی و اجتماعی برای کمک به سازگاری بهتر با محیط جدید.
ارائه بورسیه‌های تحصیلی و کمک‌های مالی برای دانشجویان غیر بومی به‌منظور کاهش هزینه‌های زندگی و تحصیل.
5. ارتقاء ارتباطات با دانشگاه‌های مادر:
تقویت ارتباطات علمی و آموزشی با دانشگاه شهید چمران اهواز و سایر دانشگاه‌های معتبر به‌منظور بهره‌مندی از ظرفیت‌های علمی و آموزشی آن‌ها.
راه‌اندازی برنامه‌های مشترک آموزشی و پژوهشی با دانشگاه‌های دیگر به‌ویژه در مقاطع تحصیلات تکمیلی.
با اجرای این پیشنهادها، پردیس صنعتی شهدای هویزه می‌تواند شرایط بهتری را برای دانشجویان فراهم کند و نقش مؤثرتری در توسعه آموزش عالی در منطقه ایفا نماید.

## گالری تصاویر

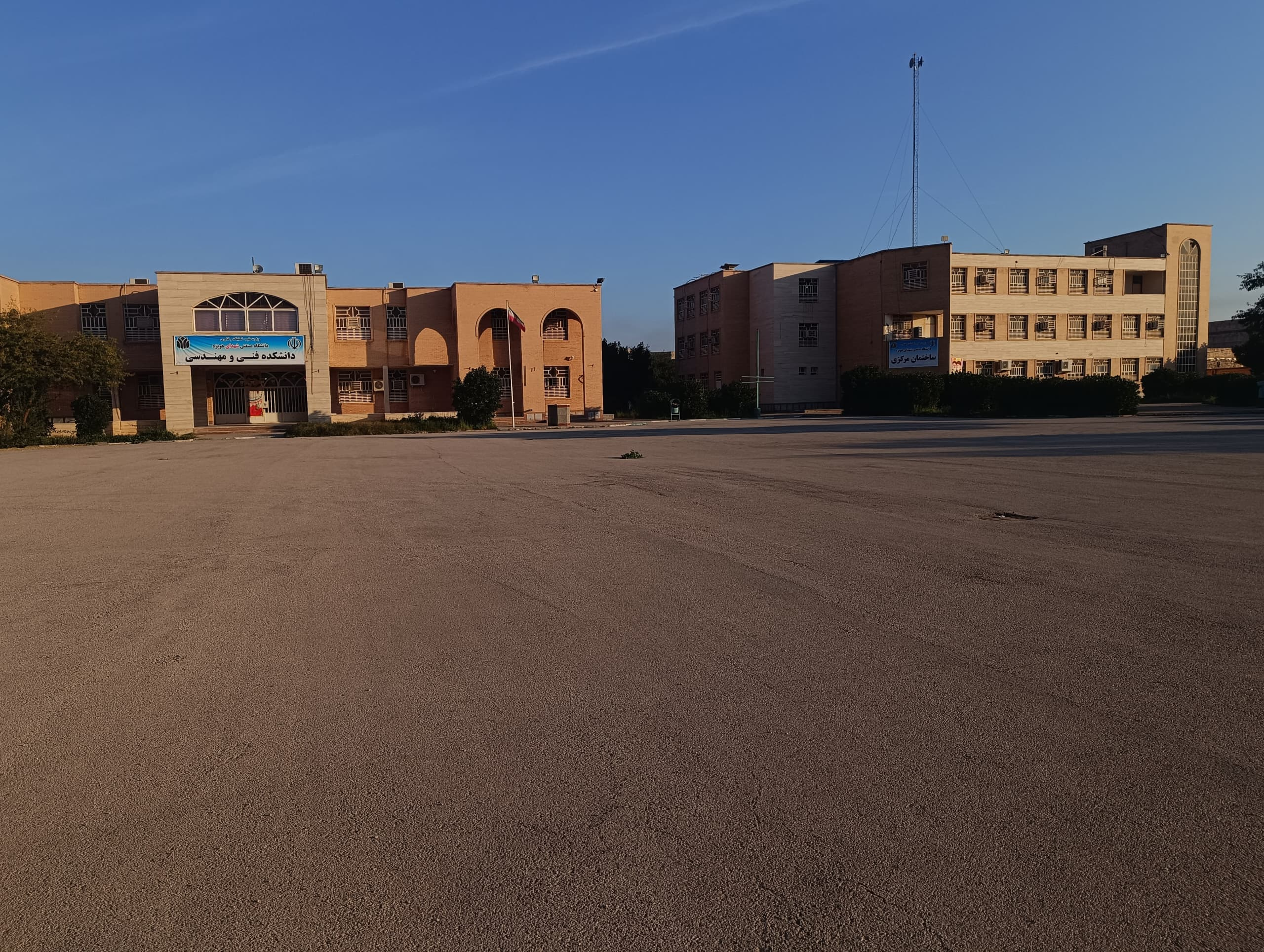
این تصویر نمای بیرونی ساختمان اصلی پردیس صنعتی شهدای هویزه را نشان می‌دهد که در منطقه کوی ۱۱۲ هکتاری شهرستان سوسنگرد واقع شده است.